# MFGE8
MFGE8‏ (Milk fat globule-EGF factor 8 protein) هوَ بروتين يُشَفر بواسطة جين MFGE8 في الإنسان.